# Olivier Martial Thieffin
Olivier Martial Thieffin né le 27 octobre 1958 à Paris 12e et mort le 27 mai 2020 à Nanterre, est un animateur audiovisuel, dramaturge  et scénariste français.
 Il est notamment connu pour avoir été "Monsieur Cadeau", l'un des animateurs du Club Dorothée entre 1992 et 1997.

## Biographie

### Radio
Olivier Martial Thieffin commence sa carrière à la radio après des études de comédien.
À la fin des années 1970, il participe à la création et à l'émergence des radios libres, avant d'intégrer Radio 7.
Avec Patrick Meyer, il crée la radio RFM et y anime notamment la matinale The martial show. Il rejoint ensuite Fun Radio où il anime la matinale Le Zorglub Circus durant la saison 1990-1991.
Entre 2017 et 2020, Olivier Martial Thieffin est producteur artistique de la web-radio Only Rock.

### Télévision
En 1988, Olivier Martial Thieffin collabore à AB productions comme scénariste, il écrit les scénarios de Salut les Musclés puis de Premiers Baisers.
Par la suite, il participe entre 1992 et 1997 au Club Dorothée où il devient "Monsieur Cadeau", voix off accompagnant les animateurs Dorothée, Ariane, Corbier et Patrick.
Parallèlement, il présente le Club Dorothée lors des émissions du week-end et continue d'écrire pour les séries d'AB productions jusqu'en 1996.
Il retrouve cependant Jean-Luc Azoulay lors de la création d'IDF1 en 2008 et quitte la chaîne en 2012.
Dans le même temps, il se consacre à l'écriture d'autres fictions (Commissariat Bastille...) et séries animées (Boule et Bill...).

### Théâtre
Il a joué dans de nombreuses pièces de théâtre, on peut citer par exemple la pièce Nettoyage de printemps au côté de Nelson Monfort en 2011.

### Travaux autour de la bande dessinée
Passionné de bande dessinée, il propose plusieurs émissions sur ce sujet :
- En 1975, il réalise avec François Rivière un entretien avec l'auteur de bande dessinée Edgar P. Jacobs, créateur de Blake et Mortimer entre autres. Cette entrevue est restée longtemps inédite[7].

Elle a été proposée en deux parties dans l'émission Mauvais genre diffusée sur France Culture en 2003. Des extraits y ont été proposés par la suite dans l'émission de Jean-Noel Jeanneney Concordance des temps consacrée à Blake et Mortimer en 2019.
- En 2009, il participe au documentaire Pilote et moi et moi et moi de Philippe Picard et Jérôme Lambert diffusé sur France 5 à l'occasion des cinquante ans du magazine de bande dessinée Pilote[9].